# 마틸다 메이
마틸다 메이(Mathilda May, 1965년 2월 8일~)는 프랑스의 배우이다.

## 출연 작품
- 미스터리 앳 더 오페라(2015)
- 플레이어스(2012)
- 둘로 잘린 소녀(2007)
- 펄라스카(2002)
- 온리 러브(1998)
- 자칼(1997)
- 엄청난 피곤(1994)
- 달과 꼭지(1994)
- 마지막 등정 세레토레(1991)
- 꼴레뜨(1991)
- 이자벨 에버하트(1991)
- 네이키드 탱고(1990)
- 쓰리 플레이스 포 26(1988)
- 올빼미의 울음(1987, Le Cri du hibou)
- 사하라의 비밀(1987)
- 뱀파이어(1985)